# Peñoles

Logo Penoles

Peñoles, (Industrias Peñoles) – meksykański koncern przemysłowy, spółka publiczna, od 1968 roku notowana na Mexican Stock Exchange, należąca w 100% do Grupo Bal. Peñoles, wychodząca w skład indeksu IPC. Siedziba spółki znajduje się w mieście Meksyk, jednak spółka operuje na terenie siedmiu meksykańskich stanów. 
Koncern zajmuje się wydobyciem metali kolorowych (w 8 kopalniach), m.in. w uznawanej za najbogatszą w srebro na świecie kopalni Mina Proaño, wytopem w metali w części metalurgicznej oraz produkcją chemikaliów (w tym nawozów mineralnych). Jest największym meksykańskim producentem złota (najbogatsza w złoto kopalnia La Ciénega), cynku, ołowiu i jednym z największych na świecie producentów srebra. Pomimo światowego kryzysu w 2009 roku produkcja firmy wykazywała trend wzrostowy, a cały dochód netto wyniósł 512 mln. USD.
Część wydobywcza spółki działa od 1887 roku. Spółka Met-Mex jest czwartym pod względem wielkości kompleksem metalurgicznym na świecie i największym producentem srebra i bizmutu. Należąca do Peñoles spółka chemiczna Química del Rey, zlokalizowana w stanie Sonora jest m.in. największym na świecie producentem siarczanu sodu. Spółka Naica operująca w okolicy słynnej kryształowej Jaskini Naica w stanie Chihuahua jest jednym z największych producentów ołowiu i cynku.